# Juan Curiel
Juan Antonio Curiel Luna y Tejada (Sevilla, España, 13 de enero de 1690 - Madrid, España, 29 de noviembre de 1775) fue un político e intelectual español que llegó a ser Ministro honorario del Consejo de Castilla y del Consejo Supremo de la Inquisición. En 1752, tras la muerte de Juan Ignacio de la Encina, fue designado como juez privado de imprentas por el monarca Fernando VI.
Junto con su padre Luis Curiel, pasó a la historia al ser uno de los miembros fundadores de la Real Academia Española, en la que ocupó el sillón R de la misma desde 1714 a 1775, siendo hasta la fecha uno de los académicos más longevos en el desempeño de tales funciones.
En 1753 tendría un encontronazo con el ilustre impresor Joaquín Ibarra, quien acababa de abrir su primera imprenta en la calle de las Urosas. Durante una revisión al taller, cumpliendo sus funciones de juez de imprentas, descubrió que Ibarra estaba imprimiendo el Catón Cristiano del padre Jerónimo Rosales sin las licencias adecuadas. Se le embargaron los materiales de imprenta, además de todo lo que llevaba impreso del Catón, e Ibarra se vio obligado a pausar su negocio. Finalmente, la Hermandad de Mercaderes de San Jerónimo explicó el malentendido (eran ellos quienes habían encargado la obra a Ibarra y le habían dicho que tenía las licencias adecuadas) e Ibarra salió impune de la situación.